# Konrad Ernst Ackermann
Konrad Ernst Ackermann (ur. 1 lutego 1712 w Schwerinie, zm. 13 listopada 1771 w Hamburgu) – niemiecki aktor i dyrektor teatru. Założyciel Narodowego Teatru Niemieckiego w Hamburgu.
Prowadził kilka teatrów, m.in. w Królewcu (1755) i w Hamburgu (1764–1766, 1769–1771). Współpracował też z teatrami polskimi i szwajcarskimi.
Był aktorem charakterystycznym. W repertuarze miał role komediowe (np. w sztukach Moliera) i inne (m.in. role w sztukach Gottholda Ephraima Lessinga i Ludviga Holberga). Występował w wielu państwach Europy, gdzie szybko zyskał sławę.
Żonaty z Sophie Charlotte, miał z nią dwie córki – Sophie Charlotte Ackermann i Marie Magdalene Charlotte Ackermann. Był ojczymem Friedricha Ludwiga Schroedera.